# Saatlı
Saatlı (ook: Saatly) is een stad in Azerbeidzjan en is de hoofdplaats van het district Saatlı.
De stad telt 17.900 inwoners (01-01-2012).